# 大阪市立西成図書館
大阪市立西成図書館（おおさかしりつにしなりとしょかん）は、大阪府大阪市にある公立の図書館。
大阪市立図書館のうち西成区にある地域図書館（分館）。

## 施設概要
- 開館：1985年（昭和60年）3月15日
- 延床面積：607.22平方メートル
- 閲覧室：417平方メートル

（図書館は3階、1-2階は区民センター）

## 開館時間
- 火曜日 - 金曜日（第3木曜日は休館）：午前10時 - 午後7時
- 土曜日、日曜日、祝休日、7月21日～8月31日の期間の月曜日：午前10時 - 午後5時

## 休館日
- 月曜日（国民の祝日・休日に当たる場合と7月21日～8月31日の期間は開館）
- 第3木曜日
- 年末年始
- 蔵書点検期間

## 所蔵
- 図書：64,470冊（成人用43,457冊、児童用21,013冊）
- 雑誌：75誌
- 新聞：15紙
- DVD：239枚
- 紙芝居：362組

（2022年3月末現在）

## 貸出
- 1人15冊まで（うち、CD・DVD・カセットは5点まで）15日間[1]

## アクセス
- Osaka Metro四つ橋線 岸里駅 東へすぐ
- Osaka Metro堺筋線・南海本線・高野線 天下茶屋駅 南へ約500m